# 킴벌리 페이지
킴벌리 페이지(Kimberly Page, 1970년 1월 1일 ~ )는 미국의 배우, 댄서, 프로 레슬링 선수, 매니저, 영화배우이다.
시카고에서 태어났다.

## 영화
- 달의 군주 (2005년) - 드래곤플라이 역